# Pouzol
Pouzol é uma comuna francesa na região administrativa de Auvérnia-Ródano-Alpes, no departamento Puy-de-Dôme. Estende-se por uma área de 13,92 km². Em 2010 a comuna tinha 278 habitantes (densidade: 20 hab./km²).